# Odoacre
Odoacre o Odovacar (del germànic * ˈˀaʊ̯ðaˌwakraz, gòtic * Audawakrs, 'el que vigila la riquesa', en llatí Odoacer, Odovacer, Odoacar, Odovacar o Odovacrius, en grec ̓Ὀδόαϰϱος) (Pannònia, vers 433 – Ravenna, 15 de març de 493), va ser el primer rei d'Itàlia bàrbar (476-493), després de deposar Ròmul Augústul, el darrer dels emperadors de l'Imperi Romà d'Occident.

## Inicis
Era fill d'Edecó, que fou ministre d'Àtila i ambaixador d'aquest a Constantinoble. Era també germà d'Onulf, que també fou un personatge notable. El seu origen és incert: es diu que era escirri i que va prendre la direcció de les restes d'aquest poble quan fou dispersat pels gots orientals (ostrogots); altres relats el fan rugi, hèrul o turciling, que foren les nacions principals que van formar el seu exèrcit. El 463 Edecó va morir en la lluita dels escirris contra els ostrogots i Odoacre, amb les restes d'aquell poble, es va dedicar al bandolerisme a Pannònia i al Nòric fins que va entrar a la guàrdia imperial.

## Rei d'Itàlia

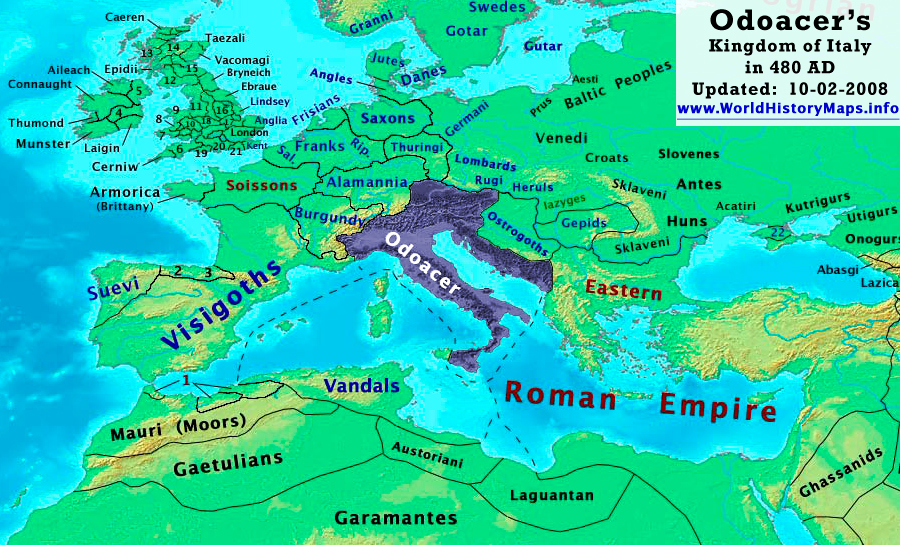
Dominis d'Odoacre

El 475 el cap de la guàrdia imperial, Orestes, va elevar al tron el seu propi fill, Ròmul Augústul, i els bàrbars van demanar, com era tradició, un terç de les terres d'Itàlia, cosa que Orestes no va voler concedir. El descontentament dels mercenaris bàrbars el va aprofitar Odoacre, que va prometre donar el terç reclamat si l'ajudaven a derrocar Orestes i Ròmul. Va seguir una guerra entre ambdós cabdills i Orestes, derrotat en diversos combats, es va retirar rere els murs de Pavia; Odoacre va prendre la ciutat per la força i va executar Orestes. El germà d'aquest, Pau, fou mort a Ravenna. Ròmul fou deposat i desterrat, i Odoacre va prendre el títol de rei d'Itàlia, però no el d'emperador (476). De fet, l'Imperi Romà d'Occident s'havia esvaït en mans de nombrosos poders regionals bàrbars.
Odoacre va enviar ambaixadors a Zenó, l'emperador d'Orient, per sol·licitar-li el títol de patrici i el seu reconeixement com a regent de la diòcesi d'Itàlia, demandes que Zenó va atendre, i d'acord amb les promeses que Odoacre havia fet, va repartir un terç de les terres d'Itàlia entre els auxiliars bàrbars (cosa fàcil de fer, ja que Itàlia s'havia despoblat i moltes terres havien estat abandonades). Va establir la seva residència a Ravenna.
El 480, després d'una breu lluita, va annexar Dalmàcia al seu regne d'Itàlia. El 487 va conduir una campanya contra els rugis, que es volien independitzar al Nòric sota el rei Felet (Felethus), també conegut com a Feba o Fava; el rei fou fet presoner amb els principals nobles i els rugis es van sotmetre a Odoacre.

## Mort

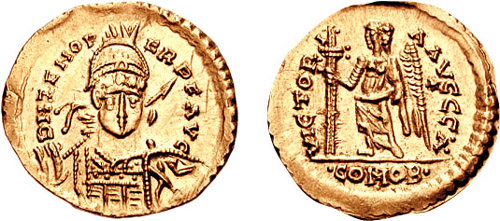
Sòlid d'Odacre

Teodoric, un rei ostrogot, molt probablement instigat per l'emperador Zenó, va decidir apoderar-se d'Itàlia i molts bàrbars se li van unir; tots anaven amb les seves dones i fills i tota la seva propietat; fou com una emigració d'una nació sencera; pel camí van lluitar amb huns, gèpides i sàrmates i finalment van entrar a Itàlia l'estiu del 489. Odoacre li va presentar batalla a la riba del Sontius (Isonzo) no lluny d'Aquileia (28 d'agost del 489) i fou derrotat deixant el camí obert a Teodoric. Odoacre es va reorganitzar a Verona on es va lliurar una segona batalla el 27 de setembre i altre cop Teodoric va guanyar. Odoacre va haver d'abandonar el nord d'Itàlia al seu rival i es va tancar a Ravenna. El 490 Odoacre va sortir de Ravenna i va obtenir alguns èxits a la zona de Pavia, però finalment Teodoric va derrotar-lo en una tercera i decisiva batalla del riu Adda l'agost del 490. Odoacre es va refugiar altre cop a Ravenna on va aguantar un setge de tres anys, mentre els generals de Teodoric anaven dominant Itàlia.
El derrotat va retornar a Ravenna i Teodoric el va assetjar mentre els seus lloctinents dominaven la resta del regne. Odoacre hi va resistir quasi tres anys i, finalment, es va signar un acord pel qual Teodoric i Odoacre serien junts reis d'Itàlia (27 de febrer del 493). Teodoric no va trigar a trencar l'acord i el 5 de març següent Odoacre fou assassinat per ordre del seu rival i col·lega.